# Juan Micha
Juan Micha Obiang Bicogo (ur. 28 lipca 1975 w Bacie) – piłkarz z Gwinei Równikowej grający na pozycji napastnika, a następnie trener piłkarski. Od 2021 jest selekcjonerem reprezentacji Gwinei Równikowej.

## Kariera klubowa
W swojej karierze piłkarskiej Micha grał w klubie Sony Elá Nguema.

## Kariera reprezentacyjna
W reprezentacji Gwinei Równikowej Micha zadebiutował 2 sierpnia 1998 w przegranym 0:2 meczu kwalifikacji do Pucharu Narodów Afryki 2000 z Gabonem, rozegranym w Bacie. Od 1998 do 2002 rozegrał w kadrze narodowej 9 meczów.

## Kariera trenerska
Po zakończeniu kariery piłkarskiej Micha został trenerem. Prowadził reprezentację Gwinei Równikowej U-20 (2014), reprezentację Gwinei Równikowej mężczyzn U-17 (2015 i 2020), reprezentację Gwinei Równikowej U-20 mężczyzn (2015) i CD Unidad Malabo (2016). W 2020 został tymczasowym selekcjonerem reprezentacji Gwinei Równikowej, a w 2021 został zatrudniony na stałe w tej reprezentacji. W 2022 roku doprowadził ją do ćwierćfinału Pucharu Narodów Afryki 2021.